# Make Believe (album de Weezer)
Pour les articles homonymes, voir Make Believe.
Albums de Weezer
Maladroit
(2002) Weezer
(2008)
Make Believe est le cinquième album studio de Weezer paru le 10 mai 2005.

## Liste des chansons
1. Beverly Hills - 3:16
2. Perfect Situation - 4:15
3. This Is Such A Pity - 3:24
4. Hold Me - 4:22
5. Peace - 3:53
6. We Are All On Drugs - 3:35
7. The Damage in Your Heart - 4:02
8. Pardon Me - 4:15
9. My Best Friend - 2:47
10. The Other Way - 3:16
11. Freak Me Out - 3:26
12. Haunt You Every Day - 4:39

## Bonus
Ce disque contient une plage CD-Rom/multimédia sur laquelle figurent une sorte de petit making-of de l'album, un bout du clip de Beverly Hills, une présentation des membres du combo, et l'inévitable lien vers le site Internet du groupe.

## Commentaire
Cet album des quatre compères américains sonne très différemment des précédents : le son épuré mais pour autant efficace du premier album, les sonorités électro à la sauce Pinkerton ou encore les chansons formatées d'un Green Album encore aujourd'hui controversé[citation nécessaire], ont fait place à la diversité pour Weezer, et au retour des textes profonds.
L'album s'ouvre sur le single Beverly Hills et ses couplets empreints d'ironie. Premier constat : le déficit relationnel du chanteur/guitariste Rivers Cuomo n'est pas du domaine du passé, et il est toujours autant torturé et replié sur lui-même. Il est vrai que l'enregistrement de cet album n'était pas quelque chose d'évident. Le producteur Rick Rubin a jugé bon d'engager un psychothérapeute afin que le groupe aille de l'avant.
Les trois titres suivants sont intéressants : Perfect Situation et ses lignes de clavier exécutées avec talent par le guitariste Brian Bell, This Is Such A Pity et son côté old school obsédant, l'émouvant Hold Me qui montre un Rivers Cuomo faible, complètement seul.
Peace est, comme son nom l'indique, un hymne à la paix. Du côté des ballades, tous les ingrédients sont là pour faire frissonner (The Damage In Your Heart, Freak Me Out, Haunt You every Day).
Finalement, le point faible de cet album réside pour beaucoup d'amateurs du groupe en deux titres que certains pourront néanmoins apprécier : My Best Friend et Pardon Me et leurs paroles « veux-tu-être-mon-copain-pour-la-vie ».

## Certifications
| Pays                  | Certification |
| --------------------- | ------------- |
| Canada (Music Canada) | Platine       |
| États-Unis (RIAA)     | Platine       |